# Леки крайцери тип „Етна“
Етна (на италиански: Etna) са серия леки крайцери на италианския флот строени по времето на Втората световна война. Също са класифицирани и като крайцери за ПВО. Всичко от проекта са заложени 2 единици: „Етна“ (на италиански: Etna) и „Везувио“ (на италиански: Vesuvio). Проектът е разработен на базата на строящите се в Италия за ВМС на Тайланд леки крайцери тип „Таксин“, които са реквизирани от италианското правителство през август 1942 г. Остават недостроени и са потопени в хода на войната. След края на войната са извадени и предадени за скрап.

## Проектът „Таксин“
През 1938 г. правителството на Сиам поръчва на италианската фирма Cantieri Ruiniti dell'Adriatico (CRDA) разработката на проект за лек крайцер за сиамския флот с перспективата поръчка на два кораба. Италианските конструктори разработват проекта на базата на италианските леки крайцери от серията „Кондотиери“, но корабът за сиамския флот е пропорционално намален, но съхранява формата и конструкцията на корпуса. Умерените изисквания за скорост позволяват да се намали мощността на енергетична установка до 45 000 к.с. и да имат само един комин. Крайцерите са планирани да имат леко брониране. Външният брониран пояс има дебелина 60 mm и се простира между барбетите на крайните кули и се съединява с траверси. Отгоре на броневият пояс се захлупва от бронирана палуба с дебелина 30 mm. Данните за броневата защита на кулите и бойната рубки не са съхранени.
Въоръжението включва шест италиански 152 mm/55 оръдия в три двуоръдейни кули, като две от тях са на кърмата по линейно-терасовидната схема. Зенитното въоръжение се предполага да бъде от вече остарелите 76 mm/40 оръдия на британската фирма Armstrong. Те се допълват от четири 13,2 mm сдвоени зенитни картечници Breda Mod.1931. Предвижда се и поставянето на два тритръбни 533 mm торпедни апарата. Авиационният компонент включва катапулт и два хидросамолета.
Контрактът за построяването на крайцерите е подписан през октомври 1938 г. „Таксин“ е заложен в корабостроителницата на CRDA в Триест на 23 септември 1939 г., „Наресуан“ – на 26 август 1939 г. Във връзка с влизането на Италия във войната строителството на крайцерите се забавя, а през декември 1941 г. всички работи са спрени. На 6 август 1942 г. двата недовършени крайцера са реквизирани от италианското правителство и впоследствие се дострояват за ВМС на Италия по изменен проект.